# Darkthrone
Darkthrone és una banda noruega de música metal. El grup va destacar a principis dels anys 90 durant la primera onada de black metal noruec.

## Trajectòria
El grup es va formar el 1986 com a banda de death metal amb el nom de Black Death. El 1991 es van immergir en el black metal, influïts per Bathory i Celtic Frost, i van esdevenir una de les bandes més importants de la coneguda com a primera onada del black metal noruec. Els seus tres primers àlbums de black metal (A Blaze in the Northern Sky, Under a Funeral Moon i Transilvanian Hunger) es consideren el cim de la carrera de Darkthrone i es troben entre els àlbums més influents d'aquest gènere.
Durant la major part del temps, Darkthorne ha estat format per Fenriz i Nocturno Culto, que sempre han procurat romandre fora de la música mainstream.
Des del 2006 Darkthrone ha tendit a fer una música més acostada al heavy metal tradicional, l'speed metal i el punk rock, i se'ls ha relacionat amb Motörhead.

## Discografia

### Àlbums d'estudi
| Any  | Títol                        | Màxima posició          | Notes |
| ---- | ---------------------------- | ----------------------- | --- |
| 1991 | Soulside Journey             |                         | L'únic àlbum d'estudi de death metal de la banda. |
| 1992 | A Blaze in the Northern Sky  |                         | Gravat l'agost del 1991 i publicat el febrer del 1992. Darrer treball amb el baixista Dag Nilsen.                                                                      |
| 1993 | Under a Funeral Moon         |                         | Enregistrat el juny de 1992 i publicat el març del 1993. Darrer treball amb el guitarrista Ivar Enger.                                                                 |
| 1994 | Transilvanian Hunger         |                         | Enregistrat el novembre-desembre de 1993 amb vocalista afegit a començament del 94 i publicat el febrer del mateix any. Quatre cançons tenen lletres de Varg Vikernes. |
| 1995 | Panzerfaust                  |                         | Enregistrat en febrer-abril de 1994, publicat el juny de 1995. Una cançó té lletra de Varg Vikernes.                                                                   |
| 1996 | Total Death                  |                         | Hi ha lletres escrites per quatre artistes d'altres bandes de black metal.                                                                                             |
| 1999 | Ravishing Grimness           |                         | |
| 2001 | Plaguewielder                |                         | |
| 2003 | Hate Them                    |                         | |
| 2004 | Sardonic Wrath               |                         | Darrer àlbum de black metal. |
| 2006 | The Cult Is Alive            | NOR #22 SWE #59         | |
| 2007 | F.O.A.D.                     |                         | |
| 2008 | Dark Thrones and Black Flags |                         | |
| 2010 | Circle the Wagons            | NOR #23                 | |
| 2013 | The Underground Resistance   | FIN #35 NOR #23 SWE #50 | |
| 2016 | Arctic Thunder               |                         | |
| 2019 | Old Star                     |                         | |
| 2021 | Eternal Hails......          |                         | |
| 2022 | Astral Fortress              |                         | |

### Demos
- 1988 – Land of Frost
- 1988 – A New Dimension
- 1989 – Thulcandra
- 1989 – Cromlech - demo en directe
- 1991 – Goatlord – instrumental

## Components del grup

### Membres actuals
- Nocturno Culto (Ted Skjellum): guitarra, baix, vocalista i lletrista (des de 1988)
- Fenriz (Gylve Fenris Nagell): bateria, guitarra, baix, piano, vocalista i lletrista (des de 1986)

### Membres antics
- Ivar Enger (Zephyrous): guitarra (1987–1993)
- Dag Nilsen: baix (1988–1991)
- Anders Risberget: guitarra (1986-1988)